# ارتش ۵۱ ترکیبی گارد
ارتش ۵۱ ترکیبی گارد (انگلیسی: 51st Guards Combined Arms Army) ارتش میدانی تسلیحات ترکیبی و یک تشکیلات نظامی از نیروهای زمینی روسیه است، که به‌عنوان بخشی از منطقه نظامی جنوبی فعالیت می‌کند. این ارتش پیش‌تر تحت عنوان سپاه اول ارتش جمهوری خلق دونتسک فعالیت می‌کرد. ارتش ۵۱ ترکیبی گارد بطور رسمی در ۳۱ دسامبر ۲۰۲۲، پس از الحاق سرزمین اشغالی دونتسک به روسیه، به فدراسیون روسیه ملحق شد و سپس در سال ۲۰۲۴ به ارتش ترکیبی تبدیل گردید.